# Pedro Baranda
Pedro Sáinz de Baranda (n. San Francisco de Campeche, Yucatán, México 16 de diciembre de 1824  - San Francisco de Campeche, Campeche, México, 24 de julio de 1890) fue un militar mexicano, que llegó a ocupar el rango de General de Brigada Permanente en 1867. En el ambiente político jugó un importante papel en la erección de los estados de Campeche y Morelos, y llegó a ocupar cargos políticos importantes como Gobernador del Estado de Morelos en 1869 y Gobernador Interino del estado de Tabasco en 1876.
Pedro Baranda fue hijo del General Pedro Sainz de Baranda y Borreiro y de doña Joaquina de Quijano y Cosgaya. Fue hermano del escritor y maestro Joaquín Baranda.

## Gobernador de Tabasco
En mayo de 1876, ante los conflictos políticos y militares existentes en el estado de Tabasco, los cuales habían perturbado la paz pública, el presidente Sebastián Lerdo de Tejada declaró estado de sitio en Tabasco, y dio instrucciones al General Pedro Baranda de dirigirse a Tabasco para asumir el poder y restablecer la paz. El General Baranda arribó a Tabasco a principios de junio de ese año, llegando al Puerto de Frontera donde se encontraba el gobernador Jesús Oliver Beristain en virtud de no poder ejercer el cargo en la capital del estado por estar tomada por los rebeldes porfiristas. 
Baranda declaró la desaparición de poderes del estado y se hizo cargo del gobierno a partir del 8 de junio, e intentó convencer a los rebeldes porfiristas de desocupar la capital del estado, sin embargo, ante la negativa de estos, recibió instrucciones del Presidente, de atacar la ciudad de San Juan Bautista. De esta forma, Baranda marchó sobre la capital, atacándola y derrotando a los rebeldes porfiristas, tomando el control del estado.
Una vez restablecida la paz pública en Tabasco, y ya estando de Presidente de la República el General Porfirio Díaz este le dio instrucciones a Baranda para que entregara el gobierno del estado y la Comandancia Militar al General Carlos Borda quien entró al estado desde Chiapas haciéndose cargo del gobierno el 21 de diciembre de ese mismo año.

## Desaparición de Poderes en Tabasco
Baranda llegó a ser hombre de confianza del Presidente Porfirio Díaz, quien en el año de 1887 lo envió a pacificar el estado de Tabasco ante las protestas generadas por los comerciantes de la capital San Juan Bautista, por la expedición de la Ley de Hacienda de ese año. Por instrucciones del Presidente Díaz obligó a renunciar al gobernador Policarpo Valenzuela para nombrar gobernador al General Abraham Bandala Patiño, sin embargo, el Congreso del Estado no aceptó el nombramiento del nuevo gobernador, por considerar una intromisión del Gobierno Federal. Ante la negativa del Congreso de acatar las instrucciones del Presidente, el General Pedro Baranda declaró la desaparición de dos de los tres Poderes en el estado e impuso como gobernador al General Abraham Bandala.

## Reconocimientos
En reconocimiento al restablecimiento de la paz pública y el orden constitucional durante el alzamiento militar de 1876, el Congreso del Estado de Tabasco declaró al General Pedro Baranda como Ciudadano Distinguido de Tabasco.

## Fallecimiento
El General Pedro Baranda, falleció en su natal San Francisco de Campeche, el 24 de julio de 1890.